# Miltonia moreliana
Espèce
Statut CITES
Miltonia moreliana est une espèce de plantes à fleurs de la famille des Orchidaceae (les orchidées) originaire du Brésil, du sud-est de Bahia au nord de l'Espírito Santo.

## Synonymes
- Miltonia spectabilis var. moreliana (A.Rich.) Henfr.
- Miltonia rosea Verschaff. ex Lem.
- Miltonia warneri G.Nicholson
- Miltonia spectabilis var. atrorubens Rolfe